# Спасово (област Добрич)
 За другото българско село вижте Спасово (Област Стара Загора).  
Спàсово е село в Североизточна България, община Генерал Тошево, област Добрич.

## География
Село Спасово се намира в Южна Добруджа, на около 40 km изток-североизточно от областния център град Добрич, 21 km източно от общинския център град Генерал-Тошево и 30 km северно от град Каварна. На около 5 – 6 km на север от него отстои границата с Румъния, а на около 20 km на изток – брегът на Черно море при село Дуранкулак. Разположено е в Източната Дунавска равнина, в източната част на Добруджанското плато. Плитък суходол минава през селото в посока от запад към изток. Надморската височина в центъра на Спасово при сградата на кметството е около 101 m и нараства слабо на север и юг. Климатът е умерено континентален с черноморско климатично влияние; почвите в землището са предимно черноземи и рендзини.
През село Спасово минава третокласният републикански път III-2904, водещ на изток през селата Бежаново, Захари Стояново и Стаевци до село Дуранкулак, а на запад – през селата Рогозина и Чернооково до село Кардам и връзка в него с второкласния републикански път II-29, който води на север към границата с Румъния и ГКПП Кардам, а на юг през град Генерал Тошево към град Варна. Третокласният републикански път III-2963 води от Спасово на юг през селата Сърнино, Белгун и Челопечене до село Вранино и нататък по републикански път III-296 до Каварна.
Землището на село Спасово граничи със землищата на: село Вичово на север; село Бежаново на североизток; село Александър Стамболийски на изток; село Сърнино на юг; село Сираково на юг; село Великово на югозапад; село Рогозина на запад.
Характерно за масивите от земеделски поземлени имоти в землището на селото е наличието на полезащитни горски пояси с ширина от 10 – 12 m до около 30 m по границите на повечето от тях.
Числеността на населението на село Спасово по данните от преброяванията от 1934 г. насам се променя както следва:
| \| Година на преброяване \| Численост \| \| --------------------- \| --------- \| \| 1934 \| 1357 \| \| 1946 \| 1512 \| \| 1956 \| 1821 \| \| 1965 \| 1859 \| \| 1975 \| 1643 \| \| 1985 \| 1380 \| \| 1992 \| 1162 \| \| 2001 \| 1046 \| \| 2011 \| 895 \| \| 2021 \| 755 \| |           |
| Година на преброяване | Численост |
| 1934 | 1357      |
| 1946 | 1512      |
| 1956 | 1821      |
| 1965 | 1859      |
| 1975 | 1643      |
| 1985 | 1380      |
| 1992 | 1162      |
| 2001 | 1046      |
| 2011 | 895       |
| 2021 | 755       |

Етническият състав на населението по численост и дял на етническите групи според преброяването през 2011 г. е:
| Етнически групи     | Численост | Дял (в %) |
| Общо                | 895       | 100       |
| Българи             | 366       | 40,89     |
| Турци               | 124       | 13,85     |
| Цигани              | 172       | 19,22     |
| Други               | 30        | 3,35      |
| Не се самоопределят | 12        | 1,34      |
| Неотговорили        | 191       | 21,34     |

## История
През 1960-те години при прекопаването и подравняването на мястото за парк в западната част на Спасово е открита надгробна могила (днес разрушена), свързана с тракийско селище, търгувало с гръцките колонии по Черно море. В нея е имало кръгло култово съоръжение от големи необработени камъни; намерени са тракийска и гръцка вносна керамика с черен фирнис, археологически материали от римската епоха, средновековна керамика и византийски монети от 6 – 11 век.
Селото е споменато в османотурски регистри от 1573 г. и 1676 г. под името Сюлейманлък. През първата половина на 16 век в селото се заселват турски и татарски семейства. През средата на 19 век селото има турски облик.
След Освобождението селото е в България от 1878 г. до 1913 г. и от 1940 г. По силата на Букурещкия договор от 1913 г. (чиито условия България отказва да приеме за окончателни) селото остава в румънска територия. Върнато е на България по Крайовската спогодба от 1940 г.
След Освобождението в селото се заселват отново много българи, дошли основно от Котел и от село Голям Дервент, Елховско. През 1891 г. селото е център на община, съставна на Балчикска околия.
Жителите на Спасово участват активно във войните, в които България преследва целта национално обединение в етнически и исторически граници – Балканската и Междусъюзническата войни и Първата световна война. След подписването на Солунското примирие през 1918 г. румънските власти започват цялостно усвояване на заеманата до тогава от България Южна Добруджа, която и след Ньойския договор от 1919 г. продължава да бъде в пределите на Румъния. След връщането на Южна Добруджа на България през 1940 г. по силата на Крайовската спогодба в село Спасово са настанени преселници от село Долно Чамурлии, Румъния. Преди да дойдат в него, българите от село Долно Чамурлии – будни хора, възрожденци, добри стопани и земеделци – изминават дълъг и сложен исторически път.
Началото на църковна дейност в село Сюлейманлък (Спасово) се поставя след Освобождението със заселването на българи в него. Със средства, събрани от населението, през 1894 г. е построена църквата „Свето Възнесение Господне“ („Свети Спас“) – солидна каменна сграда и камбанария на три етажа. По време на първата румънска окупация (от 1913 г. натаък) богослужението продължава да се извършва на български. През периода 1924 – 1940 г. в църквата има румънски свещеник. След връщането на Южна Добруджа към България, отново се връща богослужението на български език от свещеник Кирил.
Училище в село Спасово е открито през 1882 г. като начално (1 – 4 клас). През периода с войни 1913 – 1916 г. то преустановява дейността си и я възобновява през учебната 1917 – 1918 г. През периода 1919 – 1940 г. училището е румънско. След връщането на територията в границите на България от 1940 г. училището е българско основно. През 1942 г. училището е наименувано „Йордан Йовков“. През 1964 г. е построена нова голяма училищна сграда.
Читалището „Отец Паисий“ е основано през 1985 г. под името „Княз Борис I“. През 1960 г. е построена нова читалищна сграда. В читалището през годините се изявяват смесен хор, женски хор, мъжки хор, театрална трупа, танцов състав, естрадно-сатиричен състав, битово женска вокална група, детска музикална група, духов музикален състав, фанфарен оркестър.

## Религии
В село Спасово се изповядват православно християнство (предимно) и ислям.

## Обществени институции
Село Спасово към 2024 г. е център на кметство Спасово.
В село Спасово към 2024 г. има:
- действащо читалище „Отец Паисий 1897“;[17][18]
- действащо общинско основно училище „Йордан Йовков“;[19]
- православна църква „Свето Възнесение Господне“;[20]
- джамия;[21]
- Целодневна детска градина;[22]
- пощенска станция.[23]
- Клуб на пенсионера „Лазар Спасов“;[24]

## Редовни събития
Всяка година на Спасовден, четиридесет дена след Великден в селото се провежда събор.

## Личности
- Доротея Тончева, българска актриса, родена в село Спасово през 1946 г,

- Стоян Гамолов – Гамала (Гамата), акордеонист (20.10.1945 – 24.10.2023). Роден е в село Спасово през 1945 г. Завършва музикалното училище във Варна[25] с отличие.[26]; титулярен акордеонист е в оркестъра на Радио Варна, ръководител и акордеонист на дамската вокална група за стари градски песни „Мелодии на зрелостта“[27].